# DBV
| przykładowe porównanie poziomów napięcia w dBV i V | przykładowe porównanie poziomów napięcia w dBV i V |
| dBV                                                | V                                                  |
| -------------------------------------------------- | -------------------------------------------------- |
| −60                                                | 0,001                                              |
| −40                                                | 0,01                                               |
| −20                                                | 0,1                                                |
| 0                                                  | 1                                                  |
| 20                                                 | 10                                                 |
| 40                                                 | 100                                                |
| 60                                                 | 1000                                               |

dBV – logarytmiczna jednostka miary odniesiona do 1 V stosowana w telekomunikacji w celu oceny jakości transmisji.
{\displaystyle P_{dBV}=20*\log _{10}{\frac {U_{x}}{1V}}}
Pokrewnymi jednostkami są:
- dBμV – odniesienie do poziomu 1 μV (10−6 V)

{\displaystyle P_{dB\mu V}=20*\log _{10}{\frac {U_{x}}{10^{-6}V}}}
Między dBV i dBμV istnieje zależność:
{\displaystyle P_{dB\mu V}=20*\log _{10}{\frac {U_{x}}{10^{-6}V}}=20*\log _{10}(10^{6}*{\frac {U_{x}}{1V}})=20*(6+\log _{10}{\frac {U_{x}}{1V}})=P_{dBV}+120}
- dBu – odniesienie do poziomu 775 mV (0,775 V); jednostka stosowana w urządzeniach elektroakustycznych, w których poziomowi 0 dB odpowiada napięcie 775 mV (wejście liniowe)[1].

{\displaystyle P_{dBu}=20*\log _{10}{\frac {U_{x}}{0.775V}}}